# NGC 5603
NGC 5603 (ook: NGC 5603A) is een lensvormig sterrenstelsel in het sterrenbeeld Ossenhoeder. Het hemelobject werd op 29 april 1788 ontdekt door de Duits-Britse astronoom William Herschel.

## Synoniemen
- 1ZW 86
- UGC 9217
- IRAS 14210+4036
- MCG 7-30-8
- ZWG 220.11
- PGC 51382